# Josef Huber

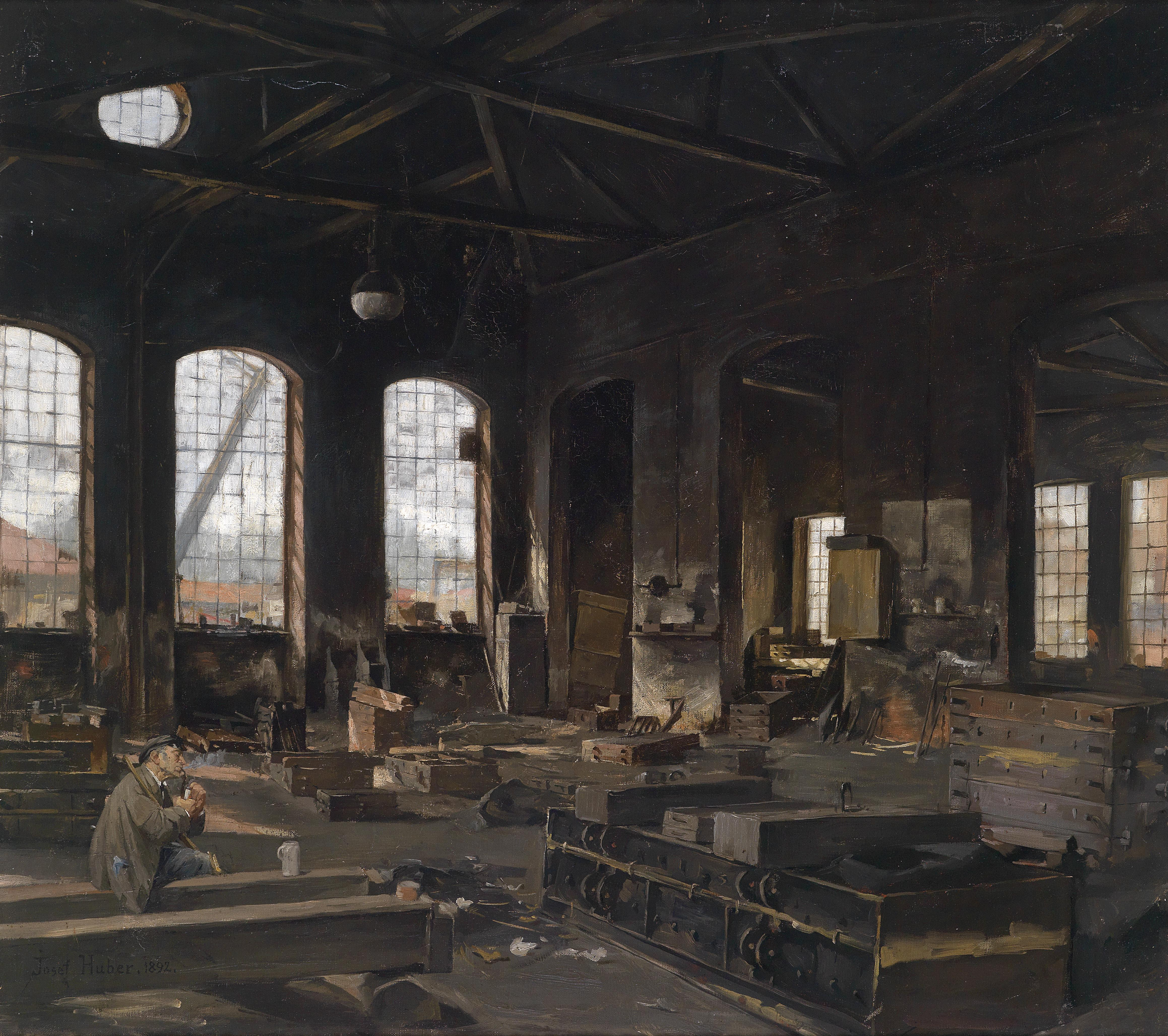
Mußestunde in der Werkstatt (1892).

Johann Josef Huber, född den 14 mars 1858 i Feldkirch i Vorarlberg, död den 26 juli 1932, var en österrikisk målare. 
Huber utbildades på Münchens akademi och hos Julian i Paris. Hubers allsidiga konst — stafflibilder, glasmålerier, glasmosaik med mera — visar talanger för den storslagna linjeverkan, med förstående anslutning till äldre konst. I glasmåleriet verkade han förnyande (arbeten i Bremens domkyrka, Döhlau-kyrkan i Östpreussen, rådhuset i Feldkirch et cetera). Han utförde en del fresker (till det kungliga residenset i München, museet i Bregenz med flera).